# Social norm

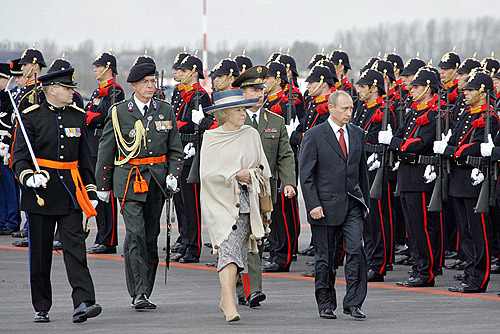
Vladimir Putin hälsas med en officiell ceremoni under ett besök i Nederländerna. I sådana situationer gäller det för alla deltagare att följa en komplicerad uppsättning gemensamma sociala normer. Många av dessa är informella och brott mot dem kan få stora konsekvenser.

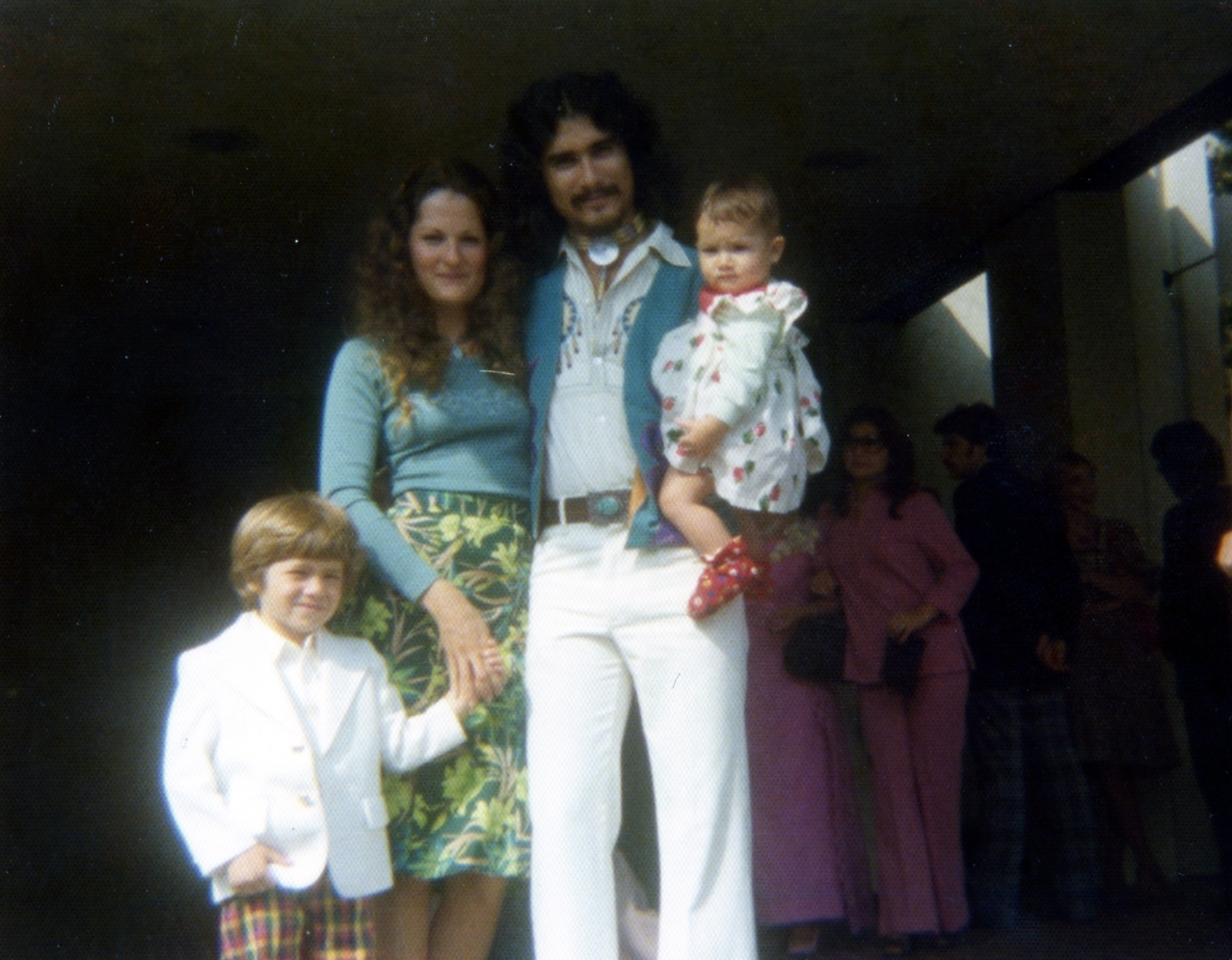
Ett gift par med barn. Att personer som uppnått en viss ålder förväntas ingå äktenskap, leva och skaffa barn ihop är en stark norm på många håll i världen. Notera också hur familjen följer normativa föreställningar om hur män och kvinnor bör klä sig, med kjol respektive klänning på mor och dotter och byxor och kavaj på far och son. Normer om hur personer av ett visst kön, samhällsklass, yrke med mera bör klä sig är mycket vanligt över hela världen.

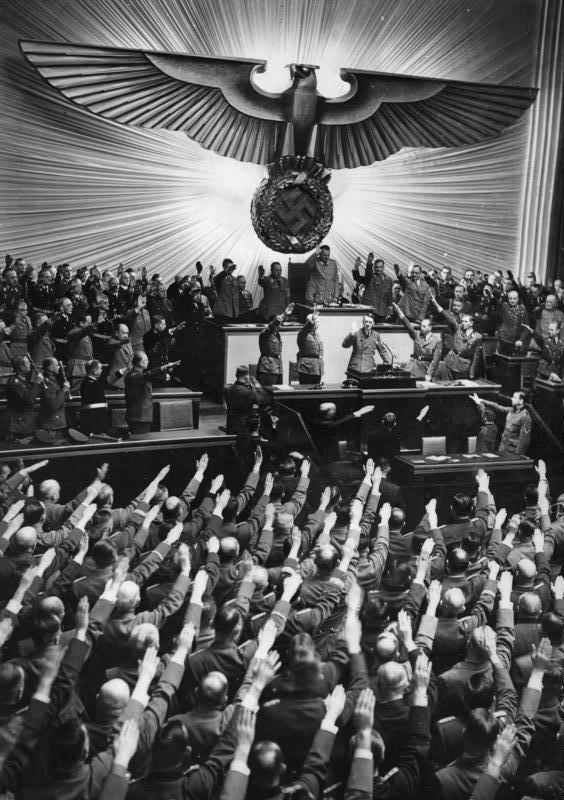
Starka ledare har förmåga att påverka de sociala normerna i sin omgivning.

Sociala] normer, eller bara normer, är ett sociologiskt begrepp för intersubjektiva, allmänt delade, men många gånger underförstådda, regler och förväntningar på beteende som gäller inom en mindre social gemenskap eller i samhället i stort. Sociala normer kan stadfästas i lagar medan andra kommer till uttryck i i traditioner, seder och bruk
Med normer menas ett riktmärke (mönster) för hur man ska utföra något eller hur man ska uppträda mot varandra. För att sociala djur ska kunna fungera tillsammans krävs det regler för hur individerna ska bete sig mot varandra. Hos lägre djur styrs normer av nedärvda instinkter, men hos människor finns ett stort spelrum för inlärd variation. När människor interagerar med varandra skapas mönster för hur man ska bete sig mot varandra inom familjer, företag, föreningar etc och samhället i stort. Normer gäller även mellan organisationer, mellan företag och mellan stater.
Sociala normer varierar i många dimensioner. De största skillnaderna i sociala normer finns mellan olika kulturer, över svåröverkomliga geografiska avstånd och mellan olika tidsepoker. Normer varierar även mellan olika religioner och livsåskådningar, mellan länder, mellan samhällsklasser och etniciteter inom ett land och beroende på vilka yrken, sexuell läggning, civilstånd och kön personerna i gruppen har. Den process där nya samhällsmedlemmar lär sig sin egen grupps normer kallas för socialisering.

## Upprätthållande och sanktioner

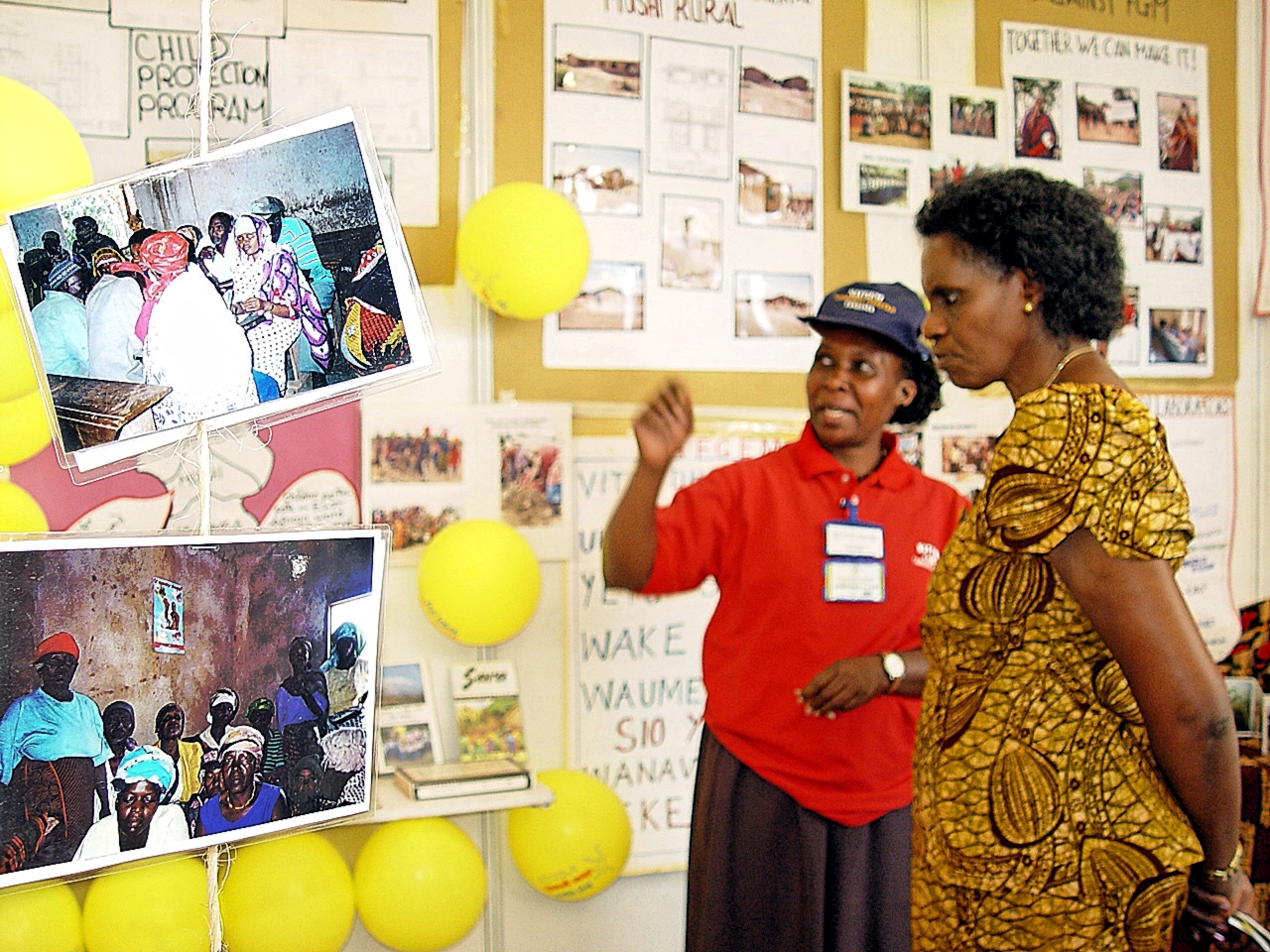
Aktivism mot kvinnlig könsstympning. Förtryck av kvinnor och minoriteter beror ofta mycket på sociala normer. Den skrivna lagen föreskriver mer sällan könsstympning, brudrov, dödsstraff för homosexuella, hedersmord osv. Samtidigt kan den sociala normen ange att det är accepterat eller påbjudet att behandla vissa grupper sämre, våldföra sig på dem eller döda dem. Rättssystemet tenderar därför att ta mindre allvarligt på när brott begås mot icke-normativa grupper.

Sociala normer kan ses som regler som fungerar som informella sociala kontrollmekanismer. De baseras i allmänhet på någon form av konsensus som upprätthålls med sociala sanktioner. Sanktionerna varierar med grund i hur kraftigt ett visst brott mot normerna riskerar att störa gruppens sociala struktur. Sanktionerna kan vara både officiella och formella straff men de är oftare helt informella sociala påföljder. De sociala följderna av att bryta mot vardagsnormer varierar mycket starkt. Det kan handla om allt från subtila sociala signaler till social utfrysning eller till och med trakasserier eller  våld. Ett mycket starkt normbrott kallas för tabu. Sociala normer är i hög grad självuppehållande genom att individerna hela tiden observerar andras beteende och imiterar detta. Individer med högre social status har större chans att påverka de andra. Graden av dominans beror på hur stabil gruppens miljö är, och på statusskillnader inom gruppen. I osäkra situationer med gemensamma hot mot gruppen har ledare större chans att skapa nya regler och normer. Några exempel på normbrott och sociala sanktioner kan vara:
- Bland norrmän: En man i livsmedelsaffären tränger sig före i kön. Människorna runt om bestraffar honom med kroppsspråk men ingen säger något.[1]
- I Saudiarabien: En gift kvinna sitter på en restaurang med en manlig arbetskamrat. Den religiösa polisen arresterar henne och sätter henne i häkte där hon behandlas hårdhänt.[2]
- Bland etniska japaner: En grupp mobbare trakasserar en jämnårig pojke. Men pojken har tränat karate under många år och försvarar sig framgångsrikt. Angriparna anklagar då pojken för att i själva verket trakassera dem genom att som "expert" vara överlägsen dem som är "nybörjare". Åskådare ingriper inte för att försvara pojken, eftersom han kan ha brutit mot normen om "omoiyari", som säger att de starka inte får utnyttja sitt övertag mot de svaga.[3]

## Normer och värderingar
Sociala normer faller tillbaka på underliggande värderingar. Såväl normer som värderingar är en del av gruppens kultur. Värderingarna tjänar som rationaliseringar till försvar för varför normerna måste följas och för att ordna normerna i ett logiskt system. Ett exempel på detta är de normer som säger att flickor och pojkar måste behandlas lika. Vid brott mot sådana normer är det, i Sverige, vanligt att hänvisa till en gemensam värdering om jämställdhet.

## Spelteoretisk analys av normer
Ett generellt formellt ramverk som kan användas för att representera den situation som gäller runt en norm är upprepade spel inom spelteori. En norm ger en person en tumregel för hur de bör bete sig. Samtidigt handlar en rationell individ, enligt denna teori, endast enligt regeln om den är optimal för en själv. Situationen kan beskrivas som följer. En norm skapar en förväntning på hur andra agerar i en viss situation (makronivå). En individ handlar optimalt givet förväntningen (mikronivå). För att den etablerade normen skall vara stabil, måste folks handlande återskapa förväntningen utan förändring. Det måste skapas en återkoppling mellan makro- och mikronivåerna. En sådan uppsättning stabila förväntningar är känt som en Nash-jämvikt. Alltså måste en stabil norm utgöra en Nashjämvikt.
Det finns en mängd olika normer världen över. Vad kan förklara den stora variationen mellan dem? Från en spelteoretisk synvinkel finns det två förklaringar. Den ena är skillnaden mellan olika typer av spel. Olika delar av världen skapar olika sammanhang, och människor har olika värderingar, vilket resulterar i olika speluppsättningar. Den andra förklaringen är jämviktsurval som inte görs explicit av spelet i sig. Val av jämviktssituation är nära relaterat till koordination. För att ta ett enkelt exempel: att köra bil är vanligt världen över, men i vissa länder kör man till vänster och i andra till höger. Ett ramverk som kallas komparativ institutionell analys har föreslagits för att hantera den spelteoretiska förståelsen av sociala normer.

## För- och nackdelar
Normer kan sägas ha en uppbyggande såväl som en nedbrytande funktion. Normerna är nödvändiga för att upprätthålla en social ordning som förhindrar orättvis behandling, asocialt beteende och beteenden som är hotfulla för den sociala gemenskapen. Ett samhälle utan normer faller samman i anomi. Brister i skapandet eller upprätthållande av gemensamma normer hänger samman med dekadans, korruption, brottslighet och godtyckligt våld. Om gemensamma normsystem helt bryter ihop, kan allvarliga problem uppstå. De värsta konsekvenserna är våldsamma konflikter och krig. 
Samtidigt kan normer bidra till att upprätthålla ogynnsamma sociala system, till exempel orättvis maktfördelning och förtryck. En norm kan utstänga människor som inte kan eller vill upprätthålla den normen, exempelvis icke-vita människor som utestängs ur sammanhang där normen säger att alla människor antas vara vita eller homosexuella människor ur heteronormativa sammanhang. Normer kan uppmuntra till dekadans, korruption, brottslighet och godtyckligt våld, precis som bristen på normer kan leda till detsamma.  Normer kan också motverka beteenden som är harmlösa men som ändå går utanför de ramar normerna sätter upp. En nackdel med styrning via informella normer är att osynliga regler kan vara svåra att kritisera.

## Informella normer och effektivitet
Informella normer är en viktig styrmekanism i alla sociala system. Normstyrning kan vara det mest effektiva sättet att styra en grupp, ett företag eller ett samhälle. Det beror på den informella normstyrningens låga transaktions-, övervaknings- och sanktioneringskostnader. När alla gruppmedlemmar agerar "rätt" utan att någon behöver konsultera nedskriva regler eller förhandla med risk för konflikter, blir transaktionskostnaderna i gruppen låga. Om normerna verkligen är internaliserade krävs liten eller ingen övervakning för att se till att gemensamma regler efterlevs. I välfungerande normstyrda grupper kan även kostnaderna för sanktioner sättas lågt. Dels uppfattas mindre normbrott mer allvarligt, dels är asociala beteenden lättare att upptäcka. I ett sådant system uppkommer ett högt socialt kapital, en hög tillit till andra individer och institutioner.
Den höga effektiviteten för styrning via informella normer är ett skäl till att företag, organisationer och stater investerar stora resurser i att skapa och upprätthålla gemensamma normer och värderingar.

## Oskriven regel
En oskriven regel är en regel som inte finns reglerad i lagar men som förväntas följas av människor. Om den ej följs kan man anses onormal eftersom man då bryter mot normen. Det kan till exempel vara att man ska svara när någon tilltalar en, ska hälsa tillbaka då någon säger hej, samt att man ska uppträda artigt mot andra människor. 

### Oskrivna regler på arbetsplatsen
Outtalade regler är beteendevetenskapliga begränsningar i organisationer eller samhällen som inte uttalats eller skrivits ned. De finns i regel i outtalad och oskriven form eftersom de utgör en del av det logiska argument eller tillvägagångssätt som följer av ett tyst antagande. Exempel på outtalade regler omfattar oskrivna och inofficiella organisatoriska hierarkier, organisationskultur, och accepterade beteendenormer (till exempel uppförandekod) som styr samspelet mellan personer inom en grupp eller organisation. 
Vissa oskrivna regler kan vara starka. Till exempel förväntas det alltid att kaptenen är den siste som lämnar fartyget vid skeppsbrott. 
På arbetsplatsen kan outtalade regler ha en betydande inverkan på den egna arbetstillfredsställelsen, befordringsmöjligheter och karriärmöjligheter. Forskning i USA av Level Playing Field Institute och Centrum for Survey Research och Analysis på Connecticutuniversitetet visade att 36% av vita kvinnor, 37% av färgade kvinnor, och 33% av färgade män ansåg att det faktum att bara vissa människor är en del av viktiga sociala grupper i arbetet som det största hindret för rättvisa på sina arbetsplatser.

### Oskrivna regler kan variera med situationen
Det finns även olika oskrivna regler beroende på vilka situationer man befinner sig i. Vidare finns det normer på hur man ska agera vid kontakt med andra människor beroende på vem man ska träffa. När man tar kontakt med myndighetspersoner förväntas man uppträda på ett visst sätt och då på ett väldigt formellt sätt. Till skillnad från om man ska träffa bekanta för då förväntas man av många inte vara lika formell.
Det finns stora sociala och kulturella skillnader beträffande oskrivna regler. Vilken relation man har till sin familj och släkt kan skilja sig åt samt hur man tilltalar varandra. Detta kan orsaka spänningar mellan olika sociala- och kulturella grupper.